# Petar Gabrowski
Petar Dimitrow Gabrowski (Bulgarisch: Петър Димитров Габровски; * 9. Juli 1898 in der Oblast Rasgrad; † 1. Februar 1945 in Sofia) war ein bulgarischer Politiker und Ministerpräsident.

## Biographie

### Studium und berufliche Laufbahn
Nach dem Militärdienst im Ersten Weltkrieg von 1917 bis 1918 absolvierte er ein Studium der Rechtswissenschaften an der Kliment von Ohrid – Universität Sofia, das er 1923 abschloss. Im Anschluss daran war er als Rechtsanwalt in Sofia tätig.
1936 war er Mitgründer der Krieger für die Förderung des Bulgarischen Nationalgeistes (kurz Ratnik, bulg. Ратник). Dabei handelte es sich um eine nationalsozialistische Bewegung, die ihr Programm des extremrechten Nationalismus und Antisemitismus der NSDAP entlehnte, andererseits aber auch loyal zur bulgarisch-orthodoxen Kirche stand.

### Minister und Ministerpräsident 1943
Am 23. Oktober 1939 wurde er von Ministerpräsident Georgi Kjoseiwanow zum Minister für Verkehr, Post und Telegrafie ernannt. Im nachfolgenden Kabinett von Bogdan Filow wurde er am 16. Februar 1940 dann zum Innenminister ernannt. In diesem Amt war er maßgeblich beteiligt an dem Transport der bulgarischen Juden in Konzentrationslager. Berüchtigt war er für die Unterzeichnung einer schriftlichen Vereinbarung über den Transport von 20.000 Juden aus Makedonien und Westthrakien am 22. Februar 1943.
Nach dem Tod von Zar Boris III. am 28. August 1943 wurde er am 9. September 1943 zum Ministerpräsidenten einer Übergangsregierung, die lediglich fünf Tage bis zum 14. September 1943 im Amt war.
Während dieser Zeit befand er sich jedoch de facto unter ständiger Oberaufsicht des Regentschaftsrates, der aus dem Onkel des minderjährigen Zaren Simeon II., Prinz Kyrill Preslawski, Generalleutnant Nikola Mihow sowie dem bisherigen Ministerpräsidenten Bogdan Filow bestand.
Nach der Kriegserklärung der Sowjetunion gegenüber Bulgarien, dem Einmarsch der Roten Armee und dem Coup vom 9. September 1944 durch die Kommunisten wurde er verhaftet. Bald darauf wurde er von einem durch die Vaterländische Front eingerichteten Volksgericht wegen Kriegsverbrechen und einer Reihe weiterer Verbrechen während seiner Zeit als Finanzminister zum Tode verurteilt und später hingerichtet.